# Cantón de Salvagnac
El cantón de Salvagnac era una división administrativa francesa, que estaba situada en el departamento de Tarn y la región de Mediodía-Pirineos.

## Composición
El cantón estaba formado por ocho comunas:
- Beauvais-sur-Tescou
- La Sauzière-Saint-Jean
- Montdurausse
- Montgaillard
- Montvalen
- Saint-Urcisse
- Salvagnac
- Tauriac

## Supresión del cantón de Salvagnac
En aplicación del Decreto nº 2014-170 de 17 de febrero de 2014, el cantón de Salvagnac fue suprimido el 22 de marzo de 2015 y sus 8 comunas pasaron a formar parte del nuevo cantón de Viñedos y Bastidas.